# マリカ・コロインベテ
マリカ・コロインベテ（Marika Koroibete、1992年7月26日 - ）は、ジャパンラグビーリーグワン埼玉パナソニックワイルドナイツに所属するラグビーユニオン選手。

## プロフィール
- フィジー・ナライヤマ出身[4]。
- ポジションはウィング(WTB)。
- 身長 182 cm、体重 96 kg[5]
- オーストラリア代表キャップは50（2022年11月現在）でワールドカップ2019・ラグビーワールドカップ2023のオーストラリア代表に選ばれた[6][7]。
- かつてはラグビーリーグの選手でラグビーリーグフィジー代表に選ばれたことがある[8]。

## 略歴
メルボルン・ライジングを経て、2017年、レベルズに加入。
2021年、埼玉パナソニックワイルドナイツに加入。
2022年1月23日に行われたJAPAN RUGBY LEAGUE ONE第3節横浜キヤノンイーグルス戦にて先発出場で日本での公式戦初出場を果たした。

## 受賞歴

### ワールドラグビーアワード
- ワールドラグビー男子15人制ドリームチーム:2022年[12]

### ジャパンラグビーリーグワン
- 2022リーグワンベスト15(WTB)